# Долговка (Никопольский район)
Долговка (укр. Довгівка) — село,
Криничеватский сельский совет,
Никопольский район,
Днепропетровская область,
Украина.
Основано в качестве еврейской земледельческой колонии.
Код КОАТУУ — 1222982804. Население по переписи 2001 года составляло 142 человека.

## Географическое положение
Село Долговка находится в 1,5 км от сёл Голубовка и Криничеватое.
По селу протекает пересыхающий ручей с запрудой.
Рядом проходит автомобильная дорога Т-0435.